# Crescenzio Sepe

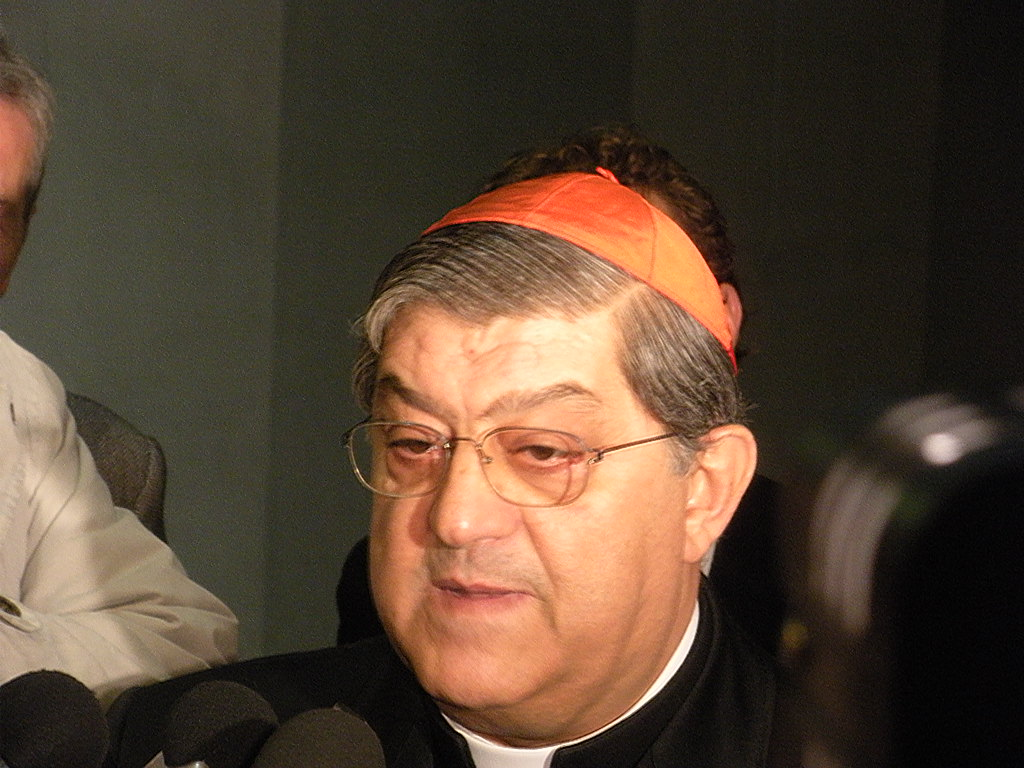
Crescenzio Sepe

Crescenzio kardinál Sepe (* 2. června 1943 Carinaro, provincie Caserta, Itálie) je kardinál římskokatolické církve a emeritní arcibiskup v Neapoli.

## Životopis
Crescenzio Sepe byl po studiu filozofie a katolické teologie vysvěcen na kněze (1967). Složil doktorát z teologie, kanonického práva a filozofie. Působil jako docent na Papežské lateránské univerzitě a na Urbanianě. Byl také nunciem v Brazílii. Papež Pavel VI. mu 5. července 1977 udělil titul kaplan jeho Svatosti (Monsignore). V roce 1987 byl jmenován čekatelem státního sekretáře a prezidentem komise pro mediální záležitosti Vatikánu.
V roce 1992 ho Jan Pavel II. jmenoval titulárním biskupem z Grada a tajemníkem Kongregace pro klérus a udělil mu 26. dubna téhož roku biskupské svěcení; spolusvětiteli byli krakovský arcibiskup, Franciszek Macharski a kardinál státní sekretář, Angelo Sodano.
Při konzistoři 21. února 2001 se stal kardinálem-jáhnem pro diakonii Dio Padre misericordioso. 9. dubna tohoto roku se stal prefektem Kongregace pro evangelizaci národů.
Sepe se v dubnu 2005 účastnil konkláve, kde byl zvolen Benedikt XVI. Tento papež jej 20. května 2006 jmenoval arcibiskupem v Neapoli. Papež František přijal jeho rezignaci na místo neapolského arcibiskupa z důvodů dosaženého kanonického věku dne 12. prosince 2020 a zároveň jmenoval jeho nástupcem Domenica Battagliu.

## Vyznamenání
- velkodůstojník Řádu zásluh o Italskou republiku – Itálie, 19. listopadu 1988[3]
- velkokříž Řádu za zásluhy – Portugalsko, 21. prosince 1990[4]
- Řád přátelství – Arménie, 4. dubna 2015 – za významný přínos k posílení bilaterálních vztahů mezi Arménií a Svatým stolcem a pro zachování duchovních hodnot
- rytíř velkokříže za zásluhy Konstantinova řádu svatého Jiří – 14. prosince 2006[5]
- rytíř velkokříže Řádu svatého Mauricia a svatého Lazara – 2014